# Õisu (jezero)
Õisu je protočno jezero u župi Mulgi, okrug Viljandi, u južnoj Estoniji, kroz koji protječe rijeka Kõpu. Administrativno se nalazi u selu Ereste, zapadno od male četvrti Õisu. Jezero i njegova okolica pokriveni su područjem očuvanja krajolika Õisu.